# Mário Barroso
Mário Alberto Barroso Garcia da Silva (Lisboa, 15 de Agosto de 1947) é um cineasta português.

## Família
Filho de José Jacques da Cunha Garcia da Silva e de sua mulher Fernanda de Jesus Simões Barroso, é irmão do médico Eduardo Barroso (1949) e da bailarina Graça Barroso (1950), sobrinho materno de Maria Barroso e sobrinho materno, por afinidade, de Mário Soares (chamado Mário Alberto em sua homenagem e por ser seu afilhado); é igualmente primo-irmão do editor e antigo Deputado e Presidente da Câmara Municipal de Lisboa João Barroso Soares e do Jornalista e antigo Deputado e Secretário de Estado Alfredo Barroso.

## Carreira
Frequentou o Colégio Moderno até 1966, tendo sido a partir dessa data exilado político em França. Formou-se como Encenador Teatral no curso de Cinema e Teatro do INSAS, na Bélgica, em 1968 e em França em 1969 e diplomou-se com o curso de Cinema, na menção Realização e Fotografia no Institut Des Hautes Etudes Cinématographiques (IDHEC) entre 1973 e 1976, tornando-se Professor do IDHEC/FEMIS em 1983. 
Foi, também, Jornalista da FR 1 para África, Repórter e Produtor da Rádio França Internacional para África em 2000 e Diretor de Fotografia de teledramáticos de filmes industriais em França. Dirigiu algumas curtas-metragens, documentários, telefilmes e duas longas-metragens, O Milagre Segundo Salomé (2004) e Um Amor de Perdição (2009). Como diretor de fotografia colaborou em filmes de realizadores como  Manoel de Oliveira, João César Monteiro, José Fonseca e Costa, Raoul Ruiz ou Jean-Claude Biette, para além de um sem número de trabalhos realizados em telefilmes internacionais. Teve ainda algumas participações como ator no cinema, nomeadamente nos filmes Francisca (1981) e O Dia do Desespero (1992) de Manoel de Oliveira e A Comédia de Deus (1995) e Vai e Vem (2003) de João César Monteiro.
Em 2021, Mário venceu o Prémio Autores na categoria de melhor filme com Ordem Moral.

## Filmografia
- Francisca (1981)
- O Milagre Segundo Salomé (2004)
- Um Amor de Perdição (2010)
- Ordem Moral (2020)